# Ugnji
Ugnji (cyr. Угњи) – wieś w Czarnogórze, w gminie Cetynia. W 2011 roku liczyła 16 mieszkańców.